# 柚木村
柚木村（ゆのきそん）は、長崎県北松浦郡の南東部にあった村。昭和の大合併に伴い、佐世保市へ編入された。
現在の柚木地域にあたる。

## 地理
相浦川上流部に位置する。周囲を八天岳などの山々に囲まれた盆地で、棚田が発達している。
- 山：八天岳、隠居岳、多利山、小塚岳、九郎戸ヶ倉山、高花岳、木場山、烏帽子岳
- 河川：相浦川、牟田川、魚ノ口川
- ダム・溜池：川谷貯水池、転石貯水池、郷美谷池、相当池

## 沿革
- 1889年（明治22年）4月1日 - 町村制施行に伴い、柚木村・里美村が合併して北松浦郡柚木村が成立。
- 1920年（大正9年）3月27日 - 佐世保軽便鉄道の大野 - 柚木間が開通（のち1936年10月1日に国有化）。
- 1954年（昭和29年）4月1日 - 黒島村とともに佐世保市へ編入され、自治体として消滅。

## 地名
免の名称に大字を冠する。
大字柚木
- 牟田免
- 下岳免
- 相当免
- 太郎浦免
- 藤免
- 上藤免
- 岳ノ下免
- 筒井免
- 柚木田原免
- 三本木免
- 小中尾免
- 柚木岡免

大字里美（さとよし）
- 川谷免
- 潜木免
- 上宇戸免
- 下宇戸免
- 戸平田免
- 九郎戸ヶ倉免